# Manoir d'Hautot-Mesnil
Le manoir d'Hautot-Mesnil est un édifice situé sur la commune de Montreuil-en-Caux, en Seine-Maritime, en France. Il fait l’objet d’un classement au titre des monuments historiques depuis 1996.

## Historique
Le manoir est daté du XVIe siècle pour l'hôpital royal de Rouen.
En 1646 les biens sont cédés à la congrégation de l'Oratoire de Rouen qui les possède jusqu'à la Révolution française. Deux travées sont ajoutées au logis à la fin du premier tiers du XVIIIe siècle.
Le monument est classé comme monument historique depuis le 18 mars 1996.

## Description
Le manoir témoigne d'une « tentative d'adaptation de l'architecture de la Renaissance aux techniques de construction normandes ».
Il conserve une galerie à encorbellement et un décor sculpté.